# Tornike Gaprindaszwili
Tornike Gaprindaszwili (gruz. თორნიკე გაფრინდაშვილი, ur. 20 lipca 1997 w Tbilisi) – gruziński piłkarz występujący na pozycji pomocnika w klubie  Arka Gdynia, do którego jest wypożyczony z Zagłębia Lubin.

## Kariera klubowa

### Początki
Zaczynał karierę w FC Sasco, gdzie grał do 2015. 1 stycznia 2016 przeniósł się do FC Gagra, gdzie grał 3 lata.

### Dinamo Batumi
1 stycznia 2019 trafił do Dinama Batumi na zasadzie wolnego transferu. W tym zespole zadebiutował 5 marca 2019 w meczu przeciwko Torpedo Kutaisi (0:2 dla rywali Batumi). Zagrał całą drugą połowę. Pierwszego gola strzelił 13 kwietnia 2016 w meczu przeciwko SK Rustawi (0:2 dla Dinama). Do siatki trafił w 82. minucie. Pierwszą asystę zaliczył tydzień później w meczu przeciwko Lokomotiwi Tbilisi (2:1 dla Batumi). Asystował przy golu Flamariona w 90. minucie. Łącznie zagrał 79 meczów, w których strzelił 14 goli i miał 10 asyst. Z Dinamem zdobył pierwsze w historii klubu mistrzostwo Gruzji.

### Zagłębie Lubin
17 lipca 2022 roku został zawodnikiem Zagłębia Lubin. Zadebiutował 23 lipca 2022 w wyjazdowym meczu 2. kolejki, przeciwko Legii Warszawa, przegranym 0:2, gdzie grał 85 minut. Pierwszego gola strzelił 29 lipca 2022 w spotkaniu przeciwko Piastowi Gliwice (1:0 dla Zagłębia). Do siatki trafił w 61. minucie, a 3 minuty później dostał czerwoną kartkę.

## Kariera reprezentacyjna
W 2014 roku zagrał jeden mecz w reprezentacji Gruzji U-17.

## Styl gry
Najczęściej gra jako prawoskrzydłowy, chociaż może grać na innych ofensywnych pozycjach. Jest lewonożny, jednak potrafi grać dobrze również prawą nogą. Dobry technicznie, lubi wchodzić w drybling i schodzić z piłką do środka pola karnego.

## Sukcesy
Dinamo Batumi
- mistrzostwo Gruzji: 2021
- Superpuchar Gruzji: 2022